# عقد الرسام
عقد الرسام هو فيلم من نوع غموض ودراما وكوميديا أُصدر في 1982. الفيلم من إنتاج جمعية الأفلام البريطانية والقناة الرابعة البريطانية، ومن توزيع يونايتد آرتيست، وهو من إخراج وسيناريو بيتر جريناواي.

## القصة
تقع أحداث الفيلم في إنجلترا.

## طاقم التمثيل
- دايفيد ماير
- هيو فريزر
- مايكل العيد
- سوزان كراولي
- توني ماير
- ديفيد غانت [الإنجليزية]‏
- جانيت سوزمان
- ليندا لا بلانت
- ان لويز لامبرت
- فيفيان تشاندلر
- ديف هيل
- انتوني هيغينز
- ميخائيل كارتر
- نيكولاس عامر

## الإنتاج
موسيقى الفيلم التصويرية كانت من تأليف مايكل نيمان.

## وصلات خارجية
- عقد الرسام على موقع IMDb (الإنجليزية)
- عقد الرسام على موقع روتن توميتوز (الإنجليزية)
- عقد الرسام على موقع نتفليكس (الإنجليزية)
- عقد الرسام على موقع ألو سيني (الفرنسية)
- عقد الرسام على موقع Turner Classic Movies (الإنجليزية)
- عقد الرسام على موقع أول موفي (الإنجليزية)
- عقد الرسام على موقع فيلمافينيتي (الإسبانية)
- عقد الرسام على موقع قاعدة بيانات الأفلام السويدية (السويدية)
- عقد الرسام على موقع قاعدة بيانات الفيلم (الإنجليزية)
- عقد الرسام على موقع ليتربوكسد (الإنجليزية)